# Wołoszka

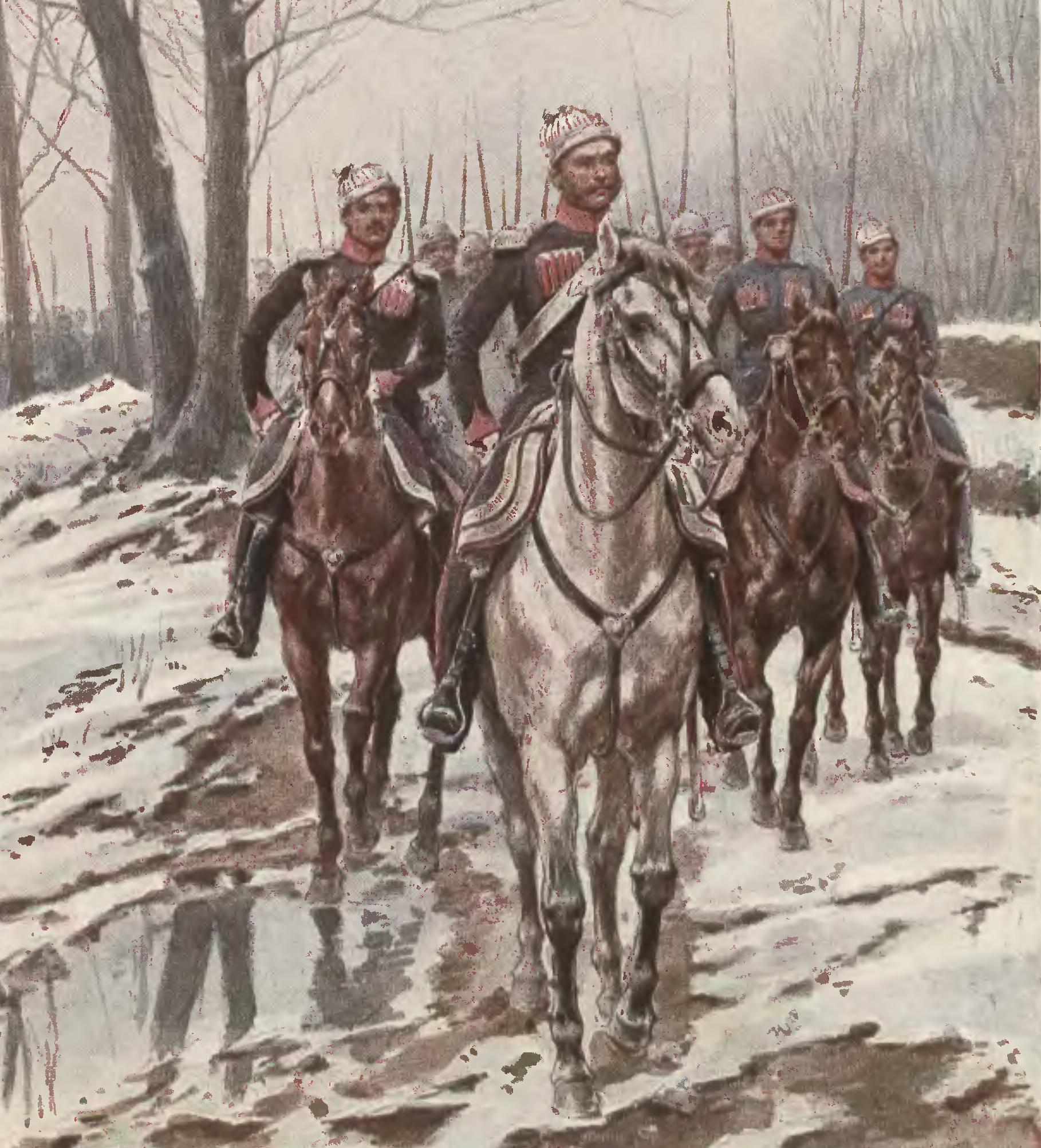
Krakusi w 1814

Wołoszka – ubiór wojskowy zwany też krakuską; długi do kolan, wcięty, mający na obu piersiach wzorem ludów zakaukaskich kieszonki na ładunki w postaci tulejek w liczbie 5–7 i więcej.
Wołoszka była m.in. ubiorem piechoty Wojska Polskiego okresu powstania krakowskiego.